# Calliphora lordhowensis
Calliphora lordhowensis este o specie de muște din genul Calliphora, familia Calliphoridae, descrisă de Hiromu Kurahashi în anul 1987. Conform Catalogue of Life specia Calliphora lordhowensis nu are subspecii cunoscute.